# Britta Siegers
Britta Siegers (* 4. Juli 1966 in Leverkusen) ist eine deutsche Behindertensportlerin. Nachdem sie 1983 mit dem Hochleistungssport begonnen hatte, gewann sie bereits bei den Sommer-Paralympics 1984 in New York zwei Gold- und eine Silbermedaille im Schwimmen. Danach kamen noch sechs weitere Goldmedaillen dazu. Auch in ihrer späteren Tenniskarriere errang sie zahlreiche Titel. 
Ehrenamtlich ist Siegers im Vorstand der Deutschen Olympischen Gesellschaft tätig und dort im Bereich Köln/Leverkusen für Behindertensport zuständig.

## Erfolge
- Schwimmen:
  - 1984 – Paralympics zweimal Gold, einmal Silber
  - 1988 – Paralympics einmal Gold, einmal Silber
  - 1992 – Paralympics fünfmal Gold, zweimal Silber, einmal Bronze
  - Außerdem wurde sie 16fache Welt- und 13fache Europameisterin.
- Tennis:
  - 2002 – German Open Siegerin
  - 2002 – Korea Open Finalistin
  - 2003 – German Open Siegerin
  - 2004 – Slovakia Open Siegerin
  - 2004 – Polish Open Siegerin
  - 2004 – Brasil Open Finalistin
  - 2004 – Biel Open Finalistin
- Insgesamt 96 Deutsche Meistertitel (in der offenen Klasse)
- Sonstige Auszeichnungen:
  - Silbermedaille des Behindertensports
  - Silbernes Lorbeerblatt für besondere Leistungen im Behindertensport 1992
  - Verdienstorden des Landes Nordrhein-Westfalen 1994[1]
  - Goldene Kamera 1992
  - Ehrenmitgliedschaft des TSV Bayer 04 Leverkusen seit 1989